# Masakazu Kawabe
Masakazu Kawabe (河辺 正三?, Kawabe Masakazu; Prefettura di Toyama, 5 dicembre 1886 – 2 marzo 1965) è stato un generale giapponese, che ricoprì importanti incarichi durante la seconda guerra sino-giapponese e nel corso della seconda guerra mondiale. È noto per essere stato negli anni quaranta comandante in capo dell'Armata della Birmania, partecipando alle operazioni belliche in quel settore. Dopo il disastroso esito dell'Operazione U-Go fu sostituito dal generale Heitarō Kimura e rientrò in Giappone. In vista dell'invasione statunitense del territorio metropolitano assunse il comando dell'Armata del distretto centrale e poi del 15º Gruppo d'armate. Dopo la firma della capitolazione nel settembre del 1945 rimase brevemente in servizio attivo al fine di curare la smobilitazione delle forze armate giapponesi. Era fratello del generale Torashirō Kawabe.

## Biografia
Nacque nella prefettura di Toyama il 5 dicembre 1886. In giovane età s'iscrisse all'Accademia militare di Tokyo e frequentò il 19º Corso, ottenendo il brevetto di sottotenente nel 1907 ed entrando nell'arma di fanteria dell'Esercito imperiale. Nel 1915 iniziò gli studi presso il prestigioso Collegio di guerra di Minato e dal 1918 al 1921 ricoprì l'incarico di addetto militare presso l'Ambasciata giapponese di Berna, Svizzera. Dal 1927 al 1929 fu istruttore presso il medesimo istituto militare e dal 1929 al 1932 fu addetto militare presso l'Ambasciata giapponese di Berlino, Germania. Il 1º agosto 1931 ricevette la promozione a colonnello e, una volta tornato in Giappone nell'aprile 1932, ricoprì alcuni incarichi presso il Ministero della guerra, venendo poi assegnato al comando del 6º Reggimento fanteria.
Nel 1933 assunse il comando del reggimento di manovra della Scuola di fanteria, rimanendovi fino all'anno successivo quando fu posto a capo della 1ª Sezione dell'Ispettorato generale per l'addestramento militare. Promosso maggior generale nel 1936, fu inviato in Cina come comandante in capo della cosiddetta "Brigata permanente" e in tale posizione rimase coinvolto nel controverso incidente del ponte di Marco Polo (7 luglio 1937). La breve scaramuccia degenerò in combattimenti sempre più gravi e dette avvio alla seconda guerra sino-giapponese: Kawabe fu nominato meno di due mesi più tardi Vicecapo di stato maggiore dell'Armata della Cina del nord (27 agosto 1937-15 febbraio 1938) e poi Capo di stato maggiore dell'Armata della Cina centrale sino al 31 gennaio 1939.
Durante la sua permanenza in Cina partecipò alle pianificazioni della battaglia di Xuzhou (24 marzo-1º maggio 1938), della campagna nel nord e nell'est dell'Henan (gennaio-giugno 1938), della battaglia di Wuhan (11 giugno-27 ottobre 1938), delle operazioni contro Canton (ottobre-dicembre 1938), della battaglia di Nanchang (17 marzo-9 maggio 1939), della battaglia di Suixian-Zaoyang (20 aprile-24 maggio 1939), della battaglia di Changsha (14 settembre-13 ottobre 1939) e dell'offensiva dell'inverno 1939-1940 contro l'Esercito nazionalista cinese (1º novembre 1939- marzo 1940). Promosso tenente generale nel marzo 1939, dal 12 settembre dello stesso anno al 14 ottobre 1940 tornò in Giappone per ricoprire il posto di Ispettore generale dell’addestramento militare Tuttavia nel marzo 1940 ritornò in Cina come comandante della 12ª Divisione appartenente all'Armata del Kwantung. Ebbe poi il comando della 3ª Armata di stanza nella Manciuria orientale nel marzo 1941; dal 17 agosto 1942 al 18 marzo 1943 ebbe nuovamente l'incarico di Capo di stato maggiore del Gruppo di armate giapponesi in Cina.
Nel marzo 1943 fu trasferito nel Sud-est asiatico con l'incarico di comandante in campo dell'Armata giapponese della Birmania. Appena arrivato al proprio quartier generale fu convinto dal tenente generale Renya Mutaguchi, comandante della 15ª Armata e suo vecchio commilitone, a sostenere il progetto di un attacco preventivo contro le forze britanniche a Imphal e Kohima. L'obiettivo che questa offensiva si proponeva era colpire gli Alleati intenti ad ammassare forze considerevoli e, se fossero stati raccolti successi decisivi, avviare i preparativi per l'invasione dell'Assam e dell'India britannica. I piani di Mutaguchi e Kawabe furono fortemente osteggiati dalla maggior parte degli alti ufficiali, compreso Masazumi Inada, Vicecapo di stato maggiore del Gruppo di armate del Sud con quartier generale a Singapore: Inada era convinto che la fragilità della situazione logistica in Birmania rappresentasse un grande ostacolo per il successo dell'offensiva. Nell'ottobre 1943 egli, tuttavia, fu rimosso dal suo incarico a causa di un incidente diplomatico occorso con la Thailandia e, in dicembre, il rischioso piano offensivo fu approvato dal generale Hisaichi Terauchi (comandante del Gruppo armate del Sud) e dal Primo ministro Hideki Tōjō; entrambi ebbero assicurazione che le operazioni si sarebbero sviluppate in senso difensivo. Al contrario l'operazione U-Go consisté in un massiccio assalto della 15ª Armata verso ovest e cagionò mesi di durissime battaglie nel montagnoso settore centro-settentrionale del fronte indo birmano: gli scontri si conclusero con un disastro completo per l'Esercito giapponese, che tra il marzo e l'8 luglio 1944 perse di quasi 60 000 uomini. Kawabe, in quanto capo dell'Armata in Birmania, avrebbe dovuto dirigere la grande offensiva, ma in realtà fu costretto a letto poiché colpito da un attacco di dissenteria amebica che gli permise di supervisionare solo l'inizio dell'operazione. Il 30 agosto, dinanzi alla disfatta, fu sollevato dal comando e sostituito dal tenente generale Heitarō Kimura, rientrando quindi in Giappone. Nel corso della sua permanenza in Birmania si segnalò, oltre che per una totale indifferenza verso la vita dei suoi stessi soldati, anche per i pessimi rapporti con Ba Maw, Primo ministro del governo fantoccio birmano.
Kawabe prestò brevemente servizio all'interno del Consiglio Supremo per la condotta della guerra, ma l'andamento sfavorevole del conflitto rese necessario disporre di comandanti esperti per organizzare le difese delle isole metropolitane giapponesi. Egli fu pertanto richiamato e posto a capo dell'Armata del distretto centrale il 1º dicembre 1944; due mesi più tardi fu trasferito al comando del 15º Gruppo d'armate appena costituito, che continuò a capeggiare fino al 7 aprile 1945. Promosso generale d'armata nel marzo 1945, l'8 aprile assunse il comando delle rimanenti forze aeree dell'Esercito presenti sui territori di Giappone, Corea e Okinawa, destinate alla difesa finale contro la prevista invasione alleata. Ufficialmente questo complesso di forze era noto come "Armata aerea generale".
Dopo la resa del 2 settembre fu trattenuto in servizio su ordine del Comandante supremo delle forze alleate generale Douglas MacArthur, per collaborare alla smobilitazione dei militari giapponesi in sostituzione di Kenji Doihara: questi era infatti stato arrestato con l'accusa di aver commesso gravi crimini di guerra. Prima della fine del 1945, però, anche Kawabe fu preso in custodia per il presunto ruolo da lui avuto nell'incidente del ponte di Marco Polo: fu però rilasciato per mancanza di prove. Egli si ritirò definitivamente a vita privata sullo scorcio dell'anno e morì il 2 marzo 1965.

### Annotazioni
1. ↑  Tra gli allievi dello stesso corso è da ricordare il generale Hitoshi Imamura.
2. ↑  Tale sezione comprendeva gli Affari generali, cioè personale, amministrazione, ecc.
3. ↑  Una delle massime cariche dell'Esercito imperiale giapponese.

### Fonti
1. 1 2 3 4 5 6 7  (EN) The Pacific War Online Encyclopedia: Kawabe Masakazu, su kgbudge.com. URL consultato il 15 gennaio 2017.
2. 1 2 3 4 5  Wells 2009, p. 141.
3. 1 2 3 4   Bill Yenne, The Imperial Japanese Army: The Invincible Years 1941–42, Botley, Osprey Publishing, 2014.
4. ↑  (EN) Biography of General Masakazu Kawabe, su generals.dk. URL consultato il 15 gennaio 2017.
5. ↑  Ludi 2011, p. 32.
6. 1 2 3  McLynn 2011, p. 301.
7. 1 2 3 4 5  Ludi 2011, p. 30.
8. ↑  McLynn 2011, p. 313.
9. 1 2  Holt 2010, p. 777.

### Volumi
- (EN) Richard Fuller, Shokan: Hirohito's Samurai, London, Arms and Armor, 1992, ISBN 978-1-85409-151-2.
- (EN) Saburo Hayashi e Alvin D. Cox, Kogun: The Japanese Army in the Pacific War, Quantico, VA, The Marine Corps Association, 1959.
- (EN) Thaddeus Holt, The Deceivers: Allied Military Deception in the Second World War, New York, Scribner, 2010, ISBN 1-4391-0388-7.
- (EN) Philipp S. Jowett e Alvin D. Cox, Rays of the Rising Sun. Armed Forces of the of Japan’s Allies 1931-1945. vol. 1, Solihull, Helion and Company Ltd., 2004.
- (EN) Frank McLynn, The Burma Campaign. Disaster in to Triumph, Yale, Yale University Press, 2011.
- (EN) Bill Yenne, The Imperial Japanese Army: The Invincible Years 1941–42, Botley, Osprey Publishing, 2014, ISBN 1-78200-982-5.

### Periodici
- Giovanni Ludi, La battaglia di Meiktila e Mandalay, in Eserciti nella Storia, n. 65, Parma, Delta Editrice, novembre-dicembre 2011,  pp. 45-52.